# Angaston
Angaston är en ort i Australien. Den ligger i kommunen Barossa och delstaten South Australia, omkring 63 kilometer nordost om delstatshuvudstaden Adelaide.
Närmaste större samhälle är Nuriootpa, nära Angaston. 
Trakten runt Angaston består till största delen av jordbruksmark. Runt Angaston är det ganska glesbefolkat, med 32 invånare per kvadratkilometer. Genomsnittlig årsnederbörd är 419 millimeter. Den regnigaste månaden är juli, med i genomsnitt 68 mm nederbörd, och den torraste är december, med 8 mm nederbörd.